# Liste der russischen Armeeeinheiten im Großen Nordischen Krieg
Die Liste der russischen Armeeeinheiten im Großen Nordischen Krieg enthält alle Regimenter der russischen Armee im Zeitraum von 1700 bis 1721.
Bis März 1708 wurden die Regimenter nach ihren Kommandeuren benannt. Dies führte zu häufigen Namenswechseln der einzelnen Regimenter. Nach 1708 wurden die einzelnen Regimenter nach ihren Stammprovinzen benannt. In dieser Liste werden die Provinzbezeichnungen verwendet insofern sie vorhanden waren.

## Infanterie

### Garderegimenter
| Regiment                            |
| ----------------------------------- |
| Preobraschensker Leib-Garderegiment |
| Semjonowskoje-Leibgarderegiment     |

### Linienregimenter
| Regiment                 |
| ------------------------ |
| Butijrsky                |
| Lefort                   |
| Rostowsky                |
| Kiewsky                  |
| Sibirsky                 |
| Wologodsky               |
| Pskowsky                 |
| Schlüsselburgsky         |
| Archangelgorodsky        |
| Nischegorodsky           |
| Smolensky                |
| Tschernigowsky           |
| Asowsky                  |
| Wladimirsky              |
| Kasansky                 |
| Moskowsky                |
| Nowgorodsky              |
| Woroneschsky             |
| Lutsky                   |
| Jaroslawsky              |
| Permsky                  |
| Wijatsky                 |
| Twersky                  |
| Belosersky               |
| Astrachansky             |
| Troitsky                 |
| Wyborgsky                |
| Crow - Biltz             |
| von Bukowin - Livingston |

### Ausgehobene Regimenter  1702–03
| Regiment          |
| ----------------- |
| Ingermanlandski   |
| Narvsky           |
| Koporsky          |
| Tobolsky          |
| Rijasansky        |
| Newsky            |
| St. Petersburgsky |
| Kargopolsky       |
| Uschuzhsky        |
| Belgorodsky       |
| Yamburgsky        |
| Romanowsky        |

### Ausgehobene Regimenter 1704
| Regiment           |
| ------------------ |
| Danilow            |
| Nelidow            |
| Goltz              |
| Olonesky           |
| Galitsky (Apraxin) |

### Ausgehobene Regimenter  1706–08
| Regiment                       |
| ------------------------------ |
| Iwangorodsky                   |
| Susdalsky (Rentzel)            |
| Loschakow                      |
| Schnewenz                      |
| Simbirsky                      |
| Perejaslawsky                  |
| Sotovsky                       |
| Scharf - Tolbuchin             |
| Fraser                         |
| Jankowski - Gurick - Ostrowski |
| Schmidt                        |

### Regimenter nach Höglund
Die Angaben sind dem Werk von Höglund, Lars-Eric & Sallnas, Åke: The Great Northern War 1700-1721: Colours and Uniforms. Band 1 und 2 entnommen.
| Regiment                      |
| ----------------------------- |
| Tirtow - Gundertmark          |
| Kar - Balabanow - Polandianow |
| Bulgakow - K. Nekludow        |
| M. Nekludow - Neelow          |
| von Delden - Hallart          |
| Karr - Hamilton - Biltz       |
| Zei - Kreik - Busch           |
| Gulitz - Wosnitsyn            |
| Belikow                       |
| Kriwtsow                      |
| Hertigen von Holstein-Plön    |
| Cunningham                    |
| Zaborowski unter anderen      |
| Zotow                         |
| Kro                           |
| Polentz                       |
| Sytin                         |
| von Patkul                    |
| Buturlin                      |
| Dedyt                         |

### Grenadierregimenter
| Regiment          |
| ----------------- |
| General Repnin    |
| General Weide     |
| General Enzberg   |
| General Hallart   |
| Prinz Baryatinsky |

## Kavallerie

### Dragonerregimenter
| Regiment  |
| --------- |
| Moskowsky |
| Kiewsky   |

### Ausgehobene Regimenter  1701
| Regiment          |
| ----------------- |
| Wladimirsky       |
| Pskowsky          |
| Kasansky          |
| Nowgorodsky       |
| Troitsky          |
| Astrachansky      |
| Sibirsky          |
| Smolensky         |
| St. Petersburgsky |
| Tschernigowsky    |
| Wijatsky          |
| Nischegorodsky    |

### Ausgehobene Regimenter  1702
| Regiment    |
| ----------- |
| Jaroslawsky |
| Twersky     |
| Permsky     |

### Ausgehobene Regimenter  1704
| Regiment        |
| --------------- |
| Ingermanlandsky |
| Newsky          |
| Belozersky      |

### Ausgehobene Regimenter  1705
| Regiment          |
| ----------------- |
| Ryasansky         |
| Uschuzhsky        |
| Archangelgorodsky |
| Lutsky            |
| Wologodsky        |
| Narwsky           |

### Ausgehobene Regimenter  1707
| Regiment      |
| ------------- |
| Livregementet |
| Olonetsky     |
| Kargopolsky   |

### Ausgehobene Regimenter  1708
| Regiment                   |
| -------------------------- |
| Tobolsky                   |
| Nowotroitsky (Kropotowsky) |

### Regimenter nach Höglund
Die Angaben sind dem Werk von Höglund, Lars-Eric & Sallnas, Åke: The Great Northern War 1700-1721: Colours and Uniforms. Band 1 und 2 entnommen.
| Regiment     |
| ------------ |
| Ranenburgsky |
| Koslowsky    |
| Woroneszhjky |
| Koporsky     |
| Roslawlsky   |

### Leibschwadron
| Regiment     |
| ------------ |
| Menschikow   |
| Scheremetjew |

### Grenadiere zu Pferde
| Regiment                  |
| ------------------------- |
| A. Kropotow unter anderen |
| von der Roop              |
| G. Kropotow               |

## Weblink
- http://www.tacitus.nu/gnw/armies/russia.htm